# Чэнь Чжэнгао
Чэнь Чжэнгао (март 1952, Хайчэн (Аньшань), пров. Ляонин — 16 июня 2024, Пекин) — с декабря 2007 года губернатор пров. Ляонин, член ЦК КПК с 2012 года (кандидат с 2007 года).
Член КПК с 1972 года, член ЦК КПК 18 созыва (кандидат 17 созыва).

## Биография
Окончил Даляньский морской университет.
В 1997—1998 годах — помощник губернатора, в 1998—2003 годах — заместитель губернатора пров. Ляонин.
В 2001—2005 годах — мэр г. Шэньян (столица пров. Ляонин), с 2001 года — замглавы, в 2005—2007 годах — глава Шэньянского горкома КПК.
С декабря 2007 года — губернатор, и с 2011 года — замглавы парткома пров. Ляонин (Северо-Восточный Китай).
Умер 16 июня 2024 года из-за болезни в Пекине в возрасте 72 лет.